# リッジレーサー7
『リッジレーサー7』（Ridge Racer 7）は、2006年11月11日にバンダイナムコゲームス（ナムコブランド・後のバンダイナムコエンターテインメント）より発売されたPlayStation 3専用のレースゲームである。同年11月17日にはアメリカ、2007年3月23日にはヨーロッパで発売。

## 概要
『リッジレーサーズ』シリーズを含めるとコンシューマーゲームの『リッジレーサー』シリーズの第9弾にあたる。
PlayStation 3のローンチタイトルとして発売された。『リッジレーサー』シリーズがPlayStationシリーズのローンチタイトルを務めるのは、PS・PS2・PSPに続き4度目になり、ナンバリングタイトルが据え置き型機のPlayStationシリーズで発売をするのは『リッジレーサーV』から6年8ヶ月振りである。
1080pまでのハイビジョンに対応し、本作が世界初の1080p・60FPS対応のゲームソフトとなった。前作『リッジレーサー6』と同様ドルビーデジタル5.1chにも対応し、ほとんどのBGMがステレオだった前作『6』とは異なり全BGMがサラウンドとなっている。
PlayStation Networkによるオンライン環境にも対応し、オンライン対戦やBGMのダウンロードなどが可能となっている。オンライン対戦は、有料サービスへの加入が必要だった『6』とは異なり無料で楽しむことができる。また、ワイヤレスコントローラのモーションセンサーに対応し、一部の操作をモーションセンサーに割り当てることが可能である。ただし、振動機能には未対応。
シリーズおなじみのゲーム起動時ミニゲームとしてゼビウスが収録された。HDDインストール中にもプレイできる。レースクイーンは本作も永瀬 麗子が起用されている。
『6』と収録コースのほとんどが重複していたり、マシンの挙動やニトロシステムの基礎は前作『6』を踏襲しているなど目に見える部分の変化が少ないという指摘がしばしばなされるが、ライバルマシンのAIの強化や、ニトロの仕様変更・追加、マシンカスタマイズおよびオンライン対戦時のカスタマイズマシン使用可、チーム対戦の追加など新たな要素も盛り込まれており、変更点は少なくない。

## システム

### 操作方法
これまでのシリーズと同様、左スティックか方向キーでステアリング操作を行い、×ボタン・□ボタンでアクセル・ブレーキを行う。ミッションはATとMTを選択でき、MTの場合はシフトダウンとシフトアップを自分で操作する。なお、操作設定はあらかじめ用意されている5種類の中から選択可能。
別途、モーションセンサー機能の使用が可能。
- カメラに割り当てた場合、コントローラをロールさせることでカメラの横移動操作が行える。
- ステアリングに割り当てた場合、コントローラをロールさせることでステアリング操作が行える。
- シフトチェンジに割り当てた場合、コントローラを手前に引くとシフトダウン、奥に押すとシフトアップになる。

### ドリフト
曲がりたい方向へステアリングを切り、アクセルを一旦離した直後に再度アクセルを踏む、又は最高速に近い速度の時にブレーキを少し踏むとマシンがドリフトする。マシンには以下のドリフトタイプのいづれかが設定されており、それぞれドリフトの挙動が異なる。
スタンダード
最もバランスのとれているタイプで扱いやすい。ドリフト時の速度低下も少ない。
ダイナミック
ドリフトアングルが付きやすく大きく車体が傾くため制御しにくい。また、速度の落ち込みが激しいためニトロをチャージするのが難しい。その分アルティメットチャージ率は格段に大きく設定されており（MONSTROUSは例外で、チャージ特性はスタンダードに近い）、使いこなせば他のタイプより多くのニトロを使用できる。
マイルド
ドリフト時にあまり車体が傾かず制御しやすい。チャージ特性はスタンダードとほぼ同じか若干悪い（ULTRANOVAだけはダイナミックと同じようなチャージ特性である）ため、リバースチャージとの相性が非常によい。
ホバー
スペシャルマシンにだけ見られるタイプで、ホバーボードのように地面から浮かんだ状態で滑空する。他のタイプと比べてかなり操作感覚が異なる。

### ニトロ
ドリフトするとニトロがチャージされ、一定のチャージ量がたまると発動できるようになる。ニトロを発動すると急加速するが、発動中にドリフトしてもニトロはチャージされない（例外あり）。ニトロは曲率の高い（要するに急な）コーナーでドリフトをしたときにより多くチャージできるようになっており、コースの直線部分でドリフトをしてもあまり意味がない（前作『6』ではニトロのチャージ率に対するカーブ曲率概念がなかったため、コーナーに関係なく、直線ドリフトによるチャージが可能だった。）チャージしたニトロは次のようにして使う。
シングルニトロ
R2ボタンを押すと発動。持続時間は5.0秒（ニトロの持続時間はほとんどの車種で共通だが、唯一WILDGANGのみはニトロの種類にかかわらずその時間が長い（たとえばシングルニトロでは6.0秒になるなど）。全ての持続時間についての記述はWILDGANG以外の車種についてのものである）。カテゴリー1のマシンの場合、最高速度は時速400km近辺まで上がる。
ダブルニトロ
L2ボタンを押すと発動。持続時間は7.5秒。カテゴリー1のマシンの場合、最高速度は時速410km近辺まで上がる。
トリプルニトロ
R2ボタンとL2ボタンを同時に押すと発動。持続時間は10秒。カテゴリー1のマシンの場合、最高速度は時速420km近辺まで上がる。
ニトロ使用時の最高速度はマシンによって差があり、ドリフトタイプで言うとダイナミック・スタンダード・マイルドの順に高くなる。しかしアルティメットチャージにおいてはダイナミックがもっとも有利であり、一概に不利とはなっていない。

### アルティメットチャージ
ニトロを使用していないが、本来の最高速以上のスピードを出している状態でドリフトをすることにより、通常よりも多くニトロをチャージすることができる。このことをアルティメットチャージと呼ぶ。アルティメットチャージが可能なのはニトロ終了後のわずかな時間しかない。
前作『リッジレーサー6』では敵車のプッシュによってもアルティメットチャージが成立したが、今作では溜まり具合は抑えられている。

### ニトロの種類
本作にはマシンカスタマイズの要素が加わっているめ、『リッジレーサーズ2』までとは異なり、マシンのニトロパーツを装備することで各機能が使用可能になる。

#### マシンメーカー純正のもの
STAGE0
もっとも基本的なニトロで、ダブル・トリプルニトロは使用できずアルティメットチャージもない。
STAGE1
STAGE0に加えてダブル・トリプルニトロを使用可能にしたもの。
STAGE2
STAGE1に加えてアルティメットチャージを可能にしたもの。

#### GALAXIAN社製
ノーマルチャージ
STAGE2と同じもの。
ノーマルチャージU
アルティメットチャージ率が大幅に増すが、通常チャージがほとんどできなくなる。オンラインバトルではもっともポピュラーなタイプである。
ノーマルチャージB
ノーマルチャージUとは反対で、通常チャージ率が増す代わりにアルティメットチャージ率が減る。アルティメットチャージがうまくできない初級者向け。

#### GENERAL RESOURCE社製
ノーマルチャージ
STAGE2と同じもの。
リバースチャージ
ニトロ使用中にドリフトすることでニトロがたまるという、他の多くのニトロと正反対の性質を持つ。発動場所さえ間違えなければ、常にアルティメットチャージが成立するため、もの凄い勢いでニトロが溜まっていく。そのためほぼすべてのコースでノーマルチャージUより速く走ることが可能。しかし、ニトロが1本分に満たない状態で切れてしまった場合、そのラウンド内では2度と使えなくなってしまうため、シビアなニトロでもある。
グローバルタイムアタックの上位者はこのタイプで占められていることが多いが、そのあまりの特異さからオンラインバトルでは敬遠される傾向にある。ただし通常チャージ率が悪い車ほどチャージ性能が高くなるように補正されているため、ダイナミック車では極端に溜まらなくなってしまう。これを利用して「ニトロ1本縛り」というイベントレースを行うこともできる。
オートチャージ
ドリフトやコーナーによる影響は受けず、時間の経過とともに徐々にニトロがチャージされていく。主に初級者向けのタイプだが、コーナーが少なく極端にチャージしにくいコース（Bayside Freeway等）では重宝される。

#### CONSUMER TEC社製
ノーマルチャージ
STAGE2と同じもの。
フレックスニトロ
多くのタイプとは違い、R2、またはL2ボタンを押している間だけニトロが発動する。NOSに近い感覚である。任意の場所で必要な時間だけニトロを発動してアルティメットチャージができるため、細かいカーブと直線が連続するコースで有効である。またニトロチャージの特性も変化する。
ボタンを5.0秒以上押し続けると、ダブルニトロが発動し、ゲージの減りが速くなる。ただしそれ以上発動し続けてもトリプルニトロは発動しない。
ロングニトロ
通常のニトロより持続時間が1.5倍と長くなる。最高で二本しかチャージしておくことができないためトリプルニトロは使えない。ただしニトロ1発当たりの威力も1.5倍なため、ダブルニトロを使用すると、ノーマルのトリプルニトロと同等の効果、持続時間になる（TERRAJINは例外として、持続時間が他車両と比べるとかなり長く、ダブルニトロでなんと30秒も誇る持続時間である）。
ハイニトロ
通常のニトロより持続時間が約半分と短く、チャージ速度が若干遅い。発動時の加速力と最高速度は他のタイプより圧倒的に高く、一気に最高速へ到達する。さらにニトロ発動終了後のアルティメットチャージの性能も高い。カテコリー1ならなんと450km/h付近、下り坂を利用すれば、車両やコースによってはなんと500km/h越えに到達することも。ニトロの発動とアルティメットチャージを細かく繰り返すことで対戦相手の頭を押さえるような走りができ、一撃必殺に特化したニトロである。
ニトロは、ニトロタイプとそのチャージ方法という2つの概念に分けて考えることができるが、上記のGENERAL RESOURCE社ではニトロタイプ、GALAXIAN社ではチャージ方法をセッティングできるようになっているため、1つのマシンにおいてニトロタイプのパーツかチャージ方法のパーツのどちらかしか変えられないということになっている。しかし、カテゴリー1のスペシャルマシンにおいては特殊であり、例としてPAC-MANでは、オートチャージをしながらハイニトロを使うことが可能である。また、GENERAL RESOURCE社のニトロは、クワッドと呼ばれるニトロゲージになり、予備のニトロタンクが1本追加され、計4本のタンクになる。だが、あくまでも1本は予備であり、4本まとめて使うことはできない。

## カスタマイズ
パフォーマンスチューニング
エンジンやタイヤ/サスペンションを交換して基本性能が強化できるほか、ニトロの機能を強化したり、レース中に様々な恩恵を受けられるプラグインユニットを装着できる。
エクステリアカスタマイズ
フロントバンパー、リアバンパー、サイドスカート、リアウイング、ボンネット、ホイール、ペイント等、車の外見をユーザー独自のスタイルにカスタマイズ出来る。
尚、パーツのメーカー名にはこれまでにナムコがリリースしたゲームソフトのタイトルやそれに登場するキャラクターの名前が使われていたりと、ナムコの遊び心を随所に垣間見ることができる。

## 内容

### モード
RIDGE STATE GRAND PRIX（リッジステイトグランプリ）
架空の国リッジステイトを舞台とし、メインとなるレースイベント"RIDGE STATE GRAND PRIX"や、各自動車メーカーが開催するイベント、単独のイベントをクリアしていく1人用モード。レースごとに使用可能なマシンクラスが設定されており、特殊な出場条件が課される場合もある。レース結果に応じてCR（お金）・FP（名声）・メーカーポイントが手に入る。
ONLINE BATTLE（オンラインバトル）
世界中のプレイヤーとPlayStation Networkを通じて楽しむオンライン対戦モード。ユーザーが作成するルームに入室（1つのルームに最大14人まで入室可能）し、対戦条件やマシンを選択した後にレースを行うが、レースに参加せず観戦するだけも可能。ルームにはオーナー（ホスト）がプレイスタイルを設定することができ（「ワイワイやろう」「真剣勝負」「チームプレイ」「ペアプレイ」の4つから運営方針を選択）、レースの細かいルールを設定することができる。前作『リッジレーサー6』とは異なりボイスチャットは不可だが、ルームでは定型文チャットが可能。レース結果に応じてCR（お金）・FP（名声）・メーカーポイントが手に入る。
GLOBAL TIME ATTACK（グローバルタイムアタック）
プレイヤーのマシンのみでコースを走り最速タイムを目指すモード。シングルタイムアタックとペアタイムアタックがあり、シリーズで初めて2人でタイムアタックができるようになった。PlayStation Networkにサインインしている場合は最速タイムがグローバルランキングに登録され、自分や他人のランキングを閲覧することができる。ゴーストデータがアップロードされている場合、そのゴーストをダウンロードして一緒にタイムアタックをしたり、リプレイを見たりすることができる。レース結果に応じてCR（お金）・FP（名声）・メーカーポイントが手に入る。
ARCADE（アーケード）
1戦だけのレースを楽しむモード。シングルレースとマルチバトルがあり、シングルレースではコンピュータを相手にし、マルチバトルでは画面を上下2分割し、2人でレースする。
UFRA SPECIAL EVENT（UFEAスペシャルイベント）
PLAYSTATION Storeよりダウンロードしたイベントレースを楽しむ1人用モード。このモードのレースは、様々なルールが課せられる。
MACHINE CONNECTER（マシンコネクター）
RIDGE STATE GRAND PRIXなどで稼いだCR（お金）を元にマシン・パーツを購入したり、カスタマイズしたりすることができるモード。マシンに貼るステッカーはPLAYSTATION Storeよりダウンロードすることができる。
RANKING BROWSER（ランキングブラウザー）
PlayStation Networkを通じ、自分や他人の様々な成績を閲覧するモード。
OPTIONS（オプション）
ゲームのオプションを設定するモード。AVプレイヤーでは本作に収録されている曲（PLAYSTATION Storeで購入した曲含む）を聞くことができる。

### ルール
RIDGE STATE GRAND PRIXではレースごとにルールが設定されている。
オーバーテイク13
ライバル13台と対戦するルール。旧作の標準的なルールを踏襲したものであり、プレイヤーは必ず最下位からスタートする。
ワンメイクレース
ライバル13台と、全員が同じ種類のマシンで対戦するルール。このルールでは一位とプレイヤーのスタート時の車間距離は短く、ライバルの速度は他のルールと比べて遅めである。
グランプリ
ライバル7台と対戦し、複数のコースをクリアした結果の総合順位で最終成績が決まるルール。
スタンダードレース
ライバル7台と対戦するルール。
テトラバトル
ライバル3台と対戦するルール。
デュエル
ボスのスペシャルカー1台と対戦するルール。初めてレースに勝利するとその車体を手に入れることができる（UFEAスペシャルイベントを除く）。
タイムトライアル
プレイヤー1台で走り、規定タイム以内に完走しなければならないルール。

## コース

### コースの種類
以下に述べるコースはいくつかごとに同じ地区になっており、それぞれ分岐によってコース取りが変わっている（ミストフォールズとロストルーインズなど）。そのため複数のコースで一部の道を共有することがある。
走行するコースにはそれぞれ通常ルートと逆走ルートがあり、逆走ルートの場合はコース名の後に「R」が表示される（例：Seaside Route765 R）。以下は通常コースの場合について述べる。
Rave City Riverfront（レイブシティリバーフロント）
長いストレートが主体になっているハイスピードコース。複合コーナーとジャンプスポットが多く、タイムロス無く抜けるためには修練が必要。しかしその美しい景観からオンラインバトルでの人気は高い。全長は2番目の長さを誇る7.023km。
Industrial Drive（インダストリアルドライブ）
工場地帯を周回するコース。直線が多いため簡単に見えるが、直角コーナーや道幅の狭いシケインがあったりとテクニカルな面をもつ。1周目の最後のところでは突然上から蒸気が吹き出す。全長は5.845km。
Lost Ruins（ロストルーインズ）
文字の通り、「失われた遺跡」で、森林に広がる遺跡の中を疾走するコース。ホームストレート以外の場所では道幅が狭く、カーブが連続する上に厄介なジャンプスポットまで存在するため高難度となっている。全長は4.886km。
Harborline 765（ハーバーライン765）
ビルの並ぶ市街地と美しい浜辺を結ぶショートコース。直線とコーナーがバランスよく配置されている今作の顔とも言えるコースである。全長は4.167km。
Old Central（オールドセントラル）
どことなく香港を思わせる、アジアをモチーフにした町並みと高級住宅地の間を走るコース。長い直線と急カーブにより構成されておりコース自体の難易度は低いが、終盤のS字カーブには注意が必要。全長は5.932km
Highland Cliffs（ハイランドクリフ）
アップダウンの激しい山中の峠道を走るコース。特に前半の急カーブが連続する地帯はゲーム中屈指の難易度を誇る。コースの周りには牧場が広がっており、牛の放牧が見られる。全長は6.377km。
Seacrest District（シークレストディストリクト）
地中海地方の都市を思わせる港と山中のバイパスを結ぶショートコース。アップダウンと急カーブの連続で難易度は最高クラス。全長は3.913km。
Mist Falls（ミストフォールズ）
雄大な瀑布と大河の流れが美しいコース。スタート地点の開けた視界や滝の裏側の洞窟を通るところなど、景観の美しさでは今作一だろう。途中にある大仏と遺跡群がエキゾチック。難度の高いコーナーがいくつか存在するが、道幅は広いところが多いので難易度は平均的。運が良いと、バンダイナムコの人気ゲーム「ゼビウス」でお馴染みのソルバルウやバキュラも見ることができる。無料体験版ではこのコースを走る事ができる。全長は5.844km。
Midtown Parkway（ミッドタウンパークウェイ）
ハーバーライン765から分岐して山中のバイパスを通るコース。追加された部分は直線が多いものの、要所の複合カーブと道幅の狭い商店街が難易度を高くしている。商店街のところでは、トリプルニトロなどを使い一定の速度以上で走行すると、建物の窓ガラスが割れる演出を見ることができる。全長は5.319km。
Aviator Loop（アビエーターループ）
今作で最も短いコース。直線と、わずか4つのコーナーだけから構成されており当然難易度は低いが、対戦となると、ひとつのミスが勝敗を分けるシビアなコースである。全長は2.996km。
Shadow Caves（シャドウケイブズ）
大河にかけられた二本の長大な橋と、その間に挟まれた洞窟から構成されたコース。洞窟の中にはコウモリが潜んでいるらしい。ホームストレート、バックストレートともに大変長く、ニトロをどの場面で使うかが勝敗を分ける。全長は4.644km。
Laketop Parkway（レイクトップパークウェイ）
さわやかな朝の高原を駆け抜けるコース。長さは比較的短いが、路肩が未舗装の地帯とそれに続く急カーブが難易度を増している。途中、コースの両サイドにある噴水の華麗な演出を見ることができる。全長は4.832km。
Surfside Resort（サーフサイドリゾート）
港町を一周するショートコース。要所の急カーブをのぞけばさほど難易度は高くないが、狭い道が多いために対戦では注意を要する。全長は3.527km。
Lakeshore Drive（レイクショアドライブ）
その名の通り、湖の周りを一周するショートコース。今作中2番目の短さで急カーブも無いに等しいため難易度は低い。緩やかなカーブでどのようにニトロをためるかが勝負を分ける。全長は3.376km。
Southbay Docks（サウスベイドックス）
倉庫が並ぶ港湾地帯を走り抜けるコース。長いコースの割に直線は少なく、特にスタート直後のコンテナ地帯は狭い上にS字カーブが続くため高難度。最後にはジャンプ台まであり、サーキットのすべての要素が詰まっていると言えるだろう。オンラインバトルではプレイヤーの逆走のクレームが届いているが、このコースはプレイヤーの逆走を阻止することができる。全長は5.694km。
Island Circle（アイランドサークル）
ストレートよりカーブの長さが長い超テクニカルコース。コース全体がカタカナの「エ」の文字に似ているのが最大の特徴。ほとんどの場所はドリフト無しではクリア不可能で、ニトロはよくたまるものの使いどころは難しい。一方リバースチャージで挑めばニトロもかなり溜まるうえ、使い所が簡単になる。コース全長はあまり長くないのが救いか。全長は4.177km。
Bayside Freeway（ベイサイドフリーウェイ）
とにかく長い直線と緩やかなカーブだけから構成された三角形コース。道幅も最大限に広く作ってある。1周でドリフトしなければならない場所は、前半の急カーブのみで壁に激突する確率は非常に低い。その分ニトロのため方と使いどころには熟練を要し、対戦時はスリップストリームをいかに利用するかが勝敗を分ける。全長は6.799km。
Airport Lap（エアポートラップ）
モータースポーツ大国の「レイブシティ」。その玄関口として使用されているのがレイブシティ国際空港。その空港の周辺道路がコースである。因みに、リッジステイトグランプリで使われるマシンは、この空港を利用して運搬される。全長は5.971km。
Downtown Rave City（ダウンタウンレイブシティ）
「リッジレーサーズ」で初登場し、その後「6」、「レーサーズ2」と続けて登場する新定番コース。夜の市街地を走り抜ける首都高をイメージした美しいコース。オンライン対戦ではかなりの人気だが、コース自体は難易度が高い。全長は6.177km。
Sunset Heights（サンセットハイツ）
ホームストレートの港町から一転、大部分が狭い山道から構成される高難度コース。前作とは違い時間帯が夜になっており、より見えにくくなった。アップダウンの激しさは今作中一番で、序盤の上り坂での加速と、後半の急カーブが連続する地帯をいかに接触なく抜けられるかが勝負の分かれ目。全長は4.254km。
Crossbay Tunnel（クロスベイトンネル）
ホームストレート以外はすべてがトンネルの中を通る異色のコース。トンネルは夜の首都高をイメージしており暗くはない。直線は多いものの、カーブは複合コーナーとヘアピンだらけで360度ターンすら存在するため難易度は高い。全長は、リッジレーサー7の全コースの中で最長距離の7.149km。
Seaside Route765（シーサイド・ルート765)
シリーズでもおなじみのコース。旧リッジレーサーシリーズのSunny Beach（サニー・ビーチ）。しかし今作ではRIDGE STATE GRAND PRIXの最終レースの舞台として、初期状態では選択できない隠しコースになっている。初代リッジレーサーでは“初級コース”に当たるのだが、マシンの最高速が上がりニトロシステムが搭載された今作では、その狭い道幅と数々のテクニカルコーナーによって難易度が大幅に増している。全長は4.089km。初代等より少しコース長が短い。RIDGE STATE GRAND PRIXの最終レースではレースBGMがM.T.T.Bに固定され、そのレースのみ選曲できない。

## メーカー&マシン
以下はマシンとそのメーカーやスペック等の一覧表である。
| 車種                             | メーカー                 | カテゴリー | ドリフトタイプ | エクステリア | エクステリア | エクステリア | エクステリア |
| 車種                             | メーカー                 | カテゴリー | ドリフトタイプ | Q            | A            | D            | S            |
| -------------------------------- | ------------------------ | ---------- | -------------- | ------------ | ------------ | ------------ | ------------ |
| FIERA（フィエラ）                | KAMATA（カマタ）         | 4 3 3C 2 1 | スタンダード   | ○            | ○            | ○            | ○            |
| ABEILLE（アベイユ）              | age（アージュ）          | 4 3 3C 2 1 | スタンダード   | ○            | ○            | ○            | ○            |
| PROPHETIE（プロフェシー）        | age（アージュ）          | 4 3 3C 2 1 | マイルド       | ○            | ○            | ○            | ○            |
| WILD GANG（ワイルドギャング）    | TERRAZI（テラジ）        | 4 3 3C 2 1 | マイルド       | ○            | ○            | ○            | ○            |
| MAGNIFICO（マグニフィコ）        | GNADE（グナーデ）        | 4 3 2 1    | マイルド       | ○            | ○            | ○            | ○            |
| BAYONET（ベイオネット）          | DANVER（ダンヴァー）     | 4 3 3C 2 1 | ダイナミック   | ○            | ○            | ○            | ○            |
| STARNOSE（スターノーズ）         | TERRAZI（テラジ）        | 4 3 3C 2 1 | ダイナミック   | ○            | ○            |              |              |
| JUJAK（スザク）                  | SINSEONG（新星）         | 4 3 2 1    | ダイナミック   | ○            | ○            | ○            | ○            |
| FATALITA（ファタリタ）           | ASSOLUTO（アッソルート） | 2 2C 1     | スタンダード   | ○            | ○            |              |              |
| BISONTE（ビゾンテ）              | ASSOLUTO（アッソルート） | 2 2C 1     | スタンダード   | ○            | ○            |              |              |
| MELTFIRE（メルトファイア）       | SOLDAT（ソルダ）         | 2 2C 1     | スタンダード   | ○            | ○            |              |              |
| CENTELEE（セントレー）           | TERRAZI（テラジ）        | 2 1        | スタンダード   | ○            | ○            | ○            | ○            |
| RC410（アールシーヨンイチマル）  | KAMATA（カマタ）         | 2 1        | スタンダード   | ○            | ○            | ○            | ○            |
| EO（イーオー）                   | HIMMEL（ヒンメル）       | 2 2C 1     | マイルド       | ○            | ○            |              |              |
| ESPERANZA（エスペランザ）        | GNADE（グナーデ）        | 2 2C 1     | マイルド       | ○            | ○            |              |              |
| RAGGIO（ラッジオ）               | SOLDAT（ソルダ）         | 2 2C 1     | ダイナミック   | ○            | ○            |              |              |
| HIJACK（ハイジャック）           | DANVER（ダンヴァー）     | 2 2C 1     | ダイナミック   | ○            | ○            |              | ○            |
| 490B（ヨンキューマルビー）       | HIMMEL（ヒンメル）       | 1S         | マイルド       |              |              |              |              |
| G00（ジーマルマル）              | GNADE（グナーデ）        | 1S         | スタンダード   |              |              |              |              |
| PRONZIONE（プロンツィオーネ）    | ASSOLUTO（アッソルート） | 1S         | ホバー         |              |              |              |              |
| BASS CRUISER（ベースクルーザー） | DANVER（ダンヴァー）     | 1S         | ダイナミック   |              |              |              |              |
| ULTRANOVA（ウルトラノヴァ）      | age（アージュ）          | 1S         | マイルド       |              |              |              |              |
| TERRAJIN（テラジン）             | TERRAZI（テラジ）        | 1S         | マイルド       |              |              |              |              |
| ANGELUS（アンジェラス）          | KAMATA（カマタ）         | 1S         | スタンダード   |              |              |              |              |
| CRINALE（クリナーレ）            | SOLDAT（ソルダ）         | 1S         | ダイナミック   |              |              |              |              |
| MONSTROUS（モンストラス）        | ---                      | 1S         | ダイナミック   |              |              |              |              |
| PAC-MAN（パックマン）            | NAMCO（ナムコ）          | 1S         | ホバー         |              |              |              |              |

※カテゴリー：C＝コンプリートマシン、S＝スペシャルマシン

※エクステリア：Q＝QUOX'S、A＝ARKBIRD、D＝DIG DUG、S＝DRAGON SABER

### カテゴリー
作品中で開催されるすべてのレースは出場可能な車種に制限がかけられており、それはカテゴリーと呼称される。カテゴリーは4段階に分けられ番号が小さくなるに従ってマシンの性能が上がっていく。ほとんどのマシンは各種メーカーから購入したパーツによりカスタマイズが可能だが、コンプリートマシンとスペシャルマシンはカラーリングしか変更が出来ない。
コンプリートマシン
マシンの製造メーカーにより限界までチューニングされた特別なマシンだが、必ずしも性能が高いとは限らない。特別な条件を満たすと入手できる。またニトロが1本無料でチャージされた状態でスタートできる。旧作と同一車種のモデルチェンジ等は、旧作マシンデザインをモチーフにし、彩られるマシンもある。
スペシャルマシン
各メーカーの次世代コンセプトマシン。いずれも強烈な個性を持っており使いこなすには技術が必要。特別な条件を満たすと入手できる。またニトロ1本が（MONSTROUSは2本）無料でチャージされた状態でスタートできる。

## BGM
サウンドディレクションは『リッジレーサーズ2』に引き続き大久保博が担当。『リッジレーサーV』以来久し振りの外部アーティストである、海外ハウス界で有名なKing Street Soundsの曲を20曲収録。その中では『beatmania』シリーズでもゲーマーに有名なHiroshi Watanabeも含まれている。他に、全曲5.1chサラウンドを実現するなど、サウンド面ではかなりの冒険を見せている。今回初参加となったのは高田龍一、大久保と親交のあった韓国アーティスト、ESTiの2名。

## 不具合
- 環境によっては、「ランキングブラウザ」の中にある各種ランキング中の「自分の前後」または「最下位」を選ぶと、PS3がフリーズする。
  - 2007年3月22日付で修正パッチがリリースされた。参考:バンダイナムコゲームス公式 - ウェイバックマシン（2009年8月15日アーカイブ分）（外部リンク）
- 同じく各種ランキング中の「マークのみ」が機能していない。（ランキングが取得できない）
- レーススタート時のカウントダウン音声（3, 2, 1, GO!）が実際のカウントダウンよりも遅れて聞こえることがある。
- PlayStation Networkで購入した楽曲がオンラインバトルで使用されない。

## リッジレーサー7 体験版
本作の発売と同時にPLAYSTATION Storeで無料体験版の配信が開始された。内容は次の通り。
- アーケードモードのみ選択できる。
- 収録コースはミストフォールズの通常ルートのみ。
- プレイデータのセーブ・ロードはできない。

## リッジレーサー7 立体視バージョン
2007年9月14日まで、ラゾーナ川崎内の「ナムコ・ワンダーパーク ヒーローズベース」にて『リッジレーサー7 立体視バージョン』のロケーションテストが実施されていた。参考:Impress Watch（外部リンク）ロケテストとはいえ、ナムコの立体視ゲームがロケーションに登場するのは「3DサンダーセプターII」以来、実に21年ぶりの事である。また10月のCEATEC JAPANやASIAGRAPHにもプレイ可能な状態で展示された。尚、この立体視バージョンはPS3用ソフトを立体視表示用に一部仕様変更しただけの試作品であり（操作もSIXAXISである）、アーケード版として開発された物ではない事に注意したい。
2010年10月1日よりリッジレーサー7を3D対応にするプログラム『3D License Ver.』がPlayStation Store（PS3追加アイテム → タイトル別（全て） → RIDGE RACER 7 Disk版のみ PS3 → 追加アイテム）にて524円で有償配信されている。このプログラムを導入すると3D対応のテレビにPS3をHDMIで接続した場合にリッジレーサー7を立体視で楽しむ事が可能になる。

## 備考
- ゲーム雑誌「週刊ファミ通」のクロスレビューではプラチナ殿堂入り（40点満点中36点）を果たした。
- ハーバーライン765・ミッドタウンパークウェイ・アイランドサークル（逆走コース含む）において、それぞれのコースで共有する箇所の道沿いに公園のような場所があり、中に入ることができる。
- バンダイナムコゲームスより同時発売された『機動戦士ガンダム Target in Sight』と連動した「R&Gキャンペーン」が実施された。どちらか1本、または両方を購入して応募すると抽選で液晶テレビなどのプレゼントが当たる（2006年12月31日まで）。
- パックマンのスピードメーターは、ゼビ語のゼビ進数を使っている。